# Bidar Kadın
Bidar Kadın, död 1918, var fjärde hustru till den osmanska sultanen Abd ül-Hamid II (regerande 1876–1909).
Hon var av cirkassiskt ursprung. Hon placerades i det kejserliga osmanska haremet som barn av sin familj. 
Hon blev gemål till Abd ül-Hamid II 2 september 1875. Paret fick två barn. Hennes make blev sultan 1876. Hon beskrivs som den vackraste av sultanens gemåler och som sultanens favorit. Hon ska ha varit olycklig i haremet och var indragen i ett flertal konflikter med andra hustrur och konkubiner till sultanen. 
30 september 1889 närvarande hon vid kejsarinnan Augusta av Tysklands besök i Yildizpalatset. Hon beskrevs då som vacker men olycklig, och hennes skönhet blev då omtalad i Europa. 
I april 1909 avsattes hennes make. Hon följde honom på hans exil till Thessaloniki, och återvände med honom 1912. Hon blev änka 1918 och bosatte sig i Erenköypalatset. 